# 富樫則彦
富樫 則彦（とがし のりひこ）は、日本のサウンドデザイナー。

## 略歴
ゲームミュージック、アニメソングの作曲など、幅広い活動を行っている。
現在は、J-POPユニット「nj（エヌジェイ）」のメンバーとして、楽曲配信、ライブ活動を行っている。

## 作品

### ゲーム
- ファミリーコンピュータ
  - 井出洋介名人の実戦麻雀II
  - ゾイド黙示録
- PCエンジン
  - ファイナルブラスター
  - メルヘンメイズ (ミュージックトランスレート)
  - ワールドジョッキー
- メガドライブ
  - バーニングフォース
- ゲームボーイ/ゲームボーイカラー
  - アメリカ横断ウルトラクイズ
  - 宇宙の騎士テッカマンブレード
  - エスパークス 失われた聖石ペリヴァロン
  - おとぎ話大戦
  - カルトジャンプ
  - キン肉マン ザ☆ドリームマッチ
  - 元気爆発ガンバルガー
  - 疾風!アイアンリーガー
  - ジャングルの王者ターちゃん
  - ストリートファイターII
  - 鉄球ファイト! ザ・グレイトバトル外伝
  - 天地を喰らう
  - 熱闘餓狼伝説2 あらたなるたたかい
  - ?? 熱闘キング・オブ・ファイターズ'97
  - バーサスヒーロー
  - ハイパーオリンピック ウィンター2000 (カラー)
  - バトルクラッシャー
  - バトルシティー
  - バトルドッジボール
  - ファミリージョッキー
  - ポケットファミリーGB
  - ボンバーマンクエスト
  - 魔界村外伝 THE DEMON DARKNESS
  - らんま1/2
  - Speedy Gonzales: Aztec Adventure (カラー、海外のみ)
- ゲームギア
  - マッピー
- スーパーファミコン
  - 仮面ライダー
  - 機動戦士ガンダムF91 フォーミュラー戦記0122
  - キン肉マン DIRTY CHALLENGER
  - クレヨンしんちゃん 嵐を呼ぶ園児
  - クレヨンしんちゃん2 大魔王の逆襲
  - ザ・グレイトバトルシリーズ（I～V）
  - サンドラの大冒険 ワルキューレとの出逢い
  - Jリーグ'96 ドリームスタジアム
  - スーパーワギャンランド
  - 西陣パチンコ物語シリーズ
  - バトルドッジボール
  - 平成イヌ物語バウ ポップンスマッシュ!!
  - ボンカーズ ハリウッド大作戦!
  - まじかる☆タルるートくん マジックアドベンチャー
  - ミッキーとドナルド マジカルアドベンチャー3
  - Ultraman: Towards the Future (SNES)
- セガサターン
  - 銀河お嬢様伝説ユナREMIX
  - 銀河お嬢様伝説ユナ3
  - デバイスレイン (林克洋、並木晃一と共同)
  - DRUID〜闇への追跡者〜
  - ファンタズム
  - ルパン三世 ピラミッドの賢者
- プレイステーション
  - 銀河お嬢様伝説ユナ3
  - クライシスビート(広木耕一と共同)
  - ジングルキャッツ 愛と友情ネコ物語～ラブパラ大作戦の巻～
  - デバイスレイン (林克洋、並木晃一と共同)
  - DRUID〜闇への追跡者〜
  - Little Lovers SHE SO GAME（リトルラバーズ シーソーゲーム）
  - 戦国夢幻
- NINTENDO64
  - ドラえもん3 のび太の町SOS! (サウンドエンジニア)
- ワンダースワン
  - 新世紀エヴァンゲリオン シト育成
  - ポケットファイター
- ネオジオ
  - マネーアイドルエクスチェンジャー (末村謙之輔と共同)
- アーケードゲーム
  - トランスフォーマービーストウォーズ トリプルチャンス
  - ブラストオフ (小林智と共同)
  - わんぱくサファリ (林克洋と共同)

いずれもかつて存在した本人のHPの作品紹介に掲載されていたタイトル。
??は未発売と思われるもの。

### アニメ
- 曲名：IGNITION-イグニッション!
  - タイトル：トランスフォーマー ギャラクシーフォース オープニングテーマ
  - アーティスト：CHINO
- 曲名：First love
  - タイトル：爆裂天使 SUIT CD"裂"Meg-15 メグ（豊口 めぐみ）
  - アーティスト：豊口めぐみ
- 曲名：願いのとき
  - タイトル：「L/R -Licensed by Royal-」エンディングテーマ
  - アーティスト：高橋美佳子
- 曲名：帰り道
  - タイトル：アクエリアンエイジ~SIGN FOR EVOLUTION SPHERE.1 Influential 阿羅耶識
  - アーティスト：西村ちなみ